# Espurio Furio Medulino
Espurio Furio Medulino  fue un político y militar romano del siglo IV a. C. perteneciente a la gens Furia.

## Familia
Medulino fue miembro de los Furios Medulinos, una de las más antiguas familias patricias de la gens Furia. Fue hijo de Lucio Furio Medulino, padre de Lucio Furio Medulino y hermano de Lucio Furio Medulino y Marco Furio Camilo.

## Tribunado consular
Obtuvo el tribunado consular en el año 400 a. C., año que fue famoso por el frío, la nieve y la helada del Tíber.